# پاشلک رنگین استرالیایی
پاشلک رنگین استرالیایی (نام علمی: Rostratula australis) نام یک گونه از تیرۀ پاشلکان رنگین است.